# Anna Rita Del Piano
Anna Rita del Piano, nom de scène d'Anna Rita Viapiano, née le 26 juillet 1966 à Cassano delle Murge, est une actrice et metteuse en scène italienne.

## Filmographie partielle

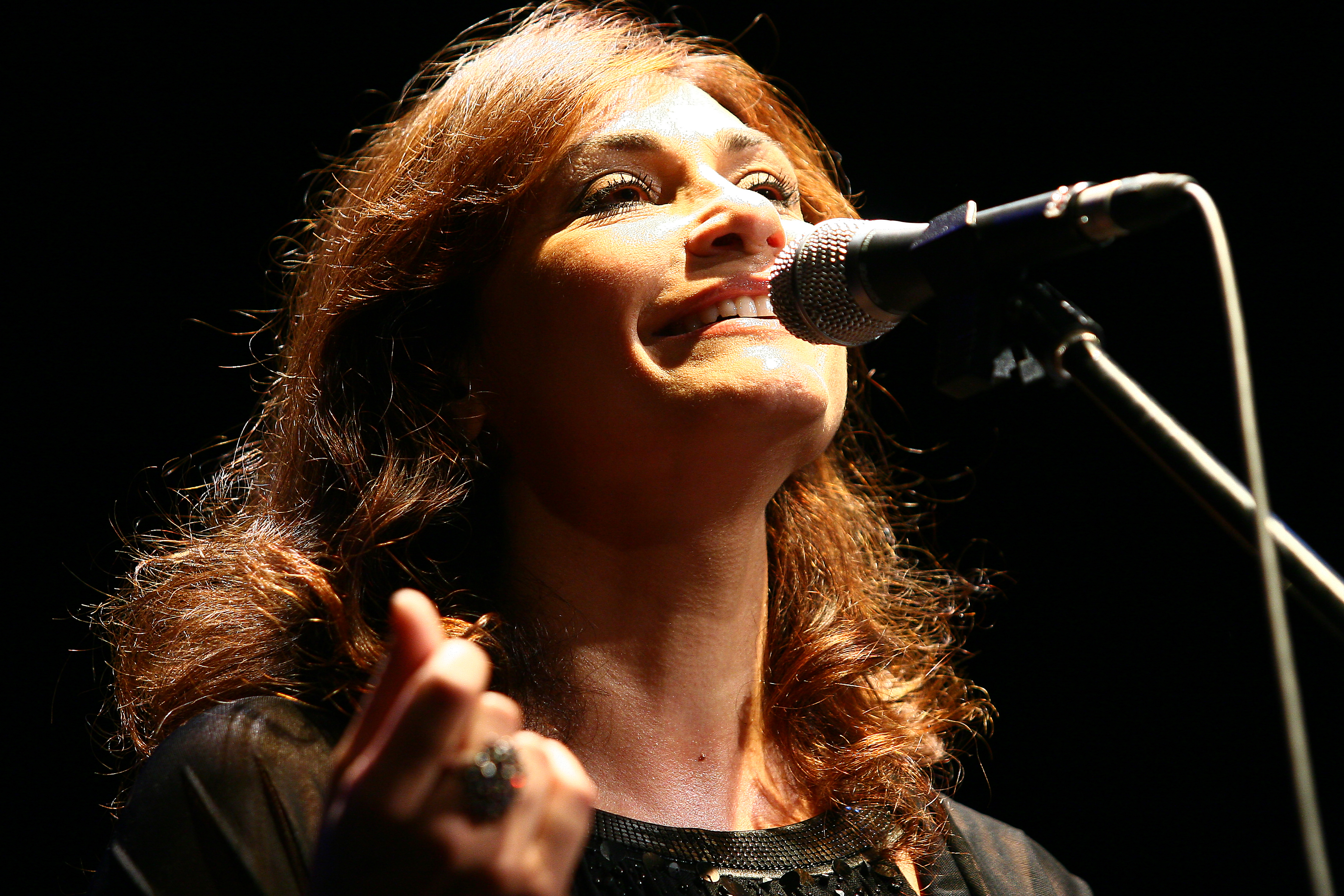
l'actrice Anna Rita Del Piano lors d'un concert en hommage à Ennio Morricone en 2008

### Cinéma
- 1999 : La Nourrice (La balia), de Marco Bellocchio : responsable des nourrices
- 1999 : Senza movente de Luciano Odorisio : Anna
- 2000 : I terrazzi de Stefano Reali : Amanda
- 2002 : Il tramite de Stefano Reali : mère de Rollo
- 2002 : La signora de Francesco Laudadio : présidente de la Croix Rouge
- 2002 : Tornare indietro de Renzo Badolisani : mère de Rocco
- 2006 : Le bande de Lucio Giordano : protagoniste
- 2009 : Amore 14 de Federico Moccia : fleuriste
- 2009 : Focaccia blues de Nico Cirasola : caissière au cinéma
- 2009 : L'Homme noir (it) de Sergio Rubini : veuve Pavone
- 2010 : Une bien belle journée (Che bella giornata) de Gennaro Nunziante : mère de Checco Zalone
- 2010 : Il tempo che tiene de Francesco Marino : Isabella
- 2011 : E la chiamano estate de Paolo Franchi : prostituée
- 2011 : Operazione vacanze de Claudio Fragasso : Vanessa
- 2011 : Quando il sole sorgerà d'Andrea Manicone : Anna
- 2011 : Una vita da sogno de Domenico Costanzo : Giovanna
- 2012 : Cinema Italia d'Antonio Domenici : Anna
- 2013 : Outing - Fidanzati per sbaglio (it) de Matteo Vicino : Mère de Riccardo
- 2014 : Amici come noi (it) d'Enrico Lando (it) : Angela
- 2014 : Patria (it) de Felice Farina
- 2015 : Le frise ignoranti (it) d'Antonello De Leo (it)
- 2017 : Ti proteggerò (it) de Daniele di Stefano
- 2018 : From the wine come the grape de Sean Cisterna
- 2021 : Credo in un solo padre de Luca Guardabascio

### Télévision
- 1998 : Le Quatrième Roi, de Stefano Reali : femme lépreuse
- 1998 : Ama il tuo nemico, de Damiano Damiani

## Publicité
- Infostrada avec Fiorello et Mike Bongiorno (2009)
- Danacol yaourt avec Rita dalla Chiesa (2011)
- Donnamag supplément minéral pour toutes les femmes (2012)

## Autres prix
En 2001 et 2005 a été décerné à la Fête du Cinéma et de la Télévision de Salerne comme meilleur second rôle féminin pour respectivement  Le Ali della Vita 2 et L' Uomo sbagliato.